# آتشفشان رومرال
آتشفشان رومرال (به اسپانیایی: Romeral) آتشفشانی چینه‌ای به ارتفاع ۳۸۵۸ متر واقع در کلمبیا در آمریکای جنوبی است. این آتشفشان در عین حال شمالی‌ترین آتشفشان هولوسنی در این قاره است.

## مشخصات
رومرال آتشفشانی آندزیتی-داسیتی است که در منتهی‌الیه شمالی زنجیرهٔ آتشفشانی روئیس-تولیما، در شمال غربی آتشفشان سرو براوو و ۱۶ کیلومتری جنوب شرقی شهرک آرانساسو قرار دارد. این آتشفشان در طی دو فوران پلینیایی خود در حدود ۸۴۶۰ و ۷۳۴۰ سال پیش دو نهشتهٔ جوان پومیسی را پدید آورده است که مناطق واقع در شمال غربی آتشفشان را پوشانده‌اند و لایه‌ای از خاک این دو نهشته را از یکدیگر جدا ساخته است. آخرین فوران آتشفشان رومرال در حدود ۵۹۵۰ سال پیش از میلاد با اختلاف ۵۰۰ سال بیشتر یا کمتر روی داده است با وجود این احتمالاً رومرال هنوز هم آتشفشانی فعال است.